# Cadel Evans Great Ocean Road Race 2018
4. ročník jednodenního cyklistického závodu Cadel Evans Great Ocean Road Race se konal 28. ledna 2018 v Austrálii. Závod dlouhý 164 km vyhrál Australan Jay McCarthy z týmu Bora–Hansgrohe. Na druhém a třetím místě se umístili Ital Elia Viviani (Quick-Step Floors) a Jihoafričan Daryl Impey (Mitchelton–Scott).

## Týmy
Závodu se zúčastnilo 16 týmů, z toho 12 UCI WorldTeamů, 3 kontinentální týmy a australský národní tým. Většina týmů přijela se sedmi jezdci, týmy Aqua Blue Sport, Austrálie (národní tým), LottoNL–Jumbo, Lotto–Soudal, Roompot–Nederlandse Loterij a Team Sky pak přijely se šesti jezdci. Na start se postavilo 106 jezdců, z nichž 69 závod dokončilo.

### UCI WorldTeamy
- AG2R La Mondiale
- BMC Racing Team
- Bora–Hansgrohe
- Team Dimension Data
- Team Katusha–Alpecin
- LottoNL–Jumbo
- Lotto–Soudal
- Mitchelton–Scott
- Quick-Step Floors
- Team Sky
- Team Sunweb
- Trek–Segafredo

### UCI Professional Continental týmy
- Aqua Blue Sport
- Israel Cycling Academy
- Roompot–Nederlandse Loterij

### Národní týmy
- Austrálie

## Výsledky
| Pořadí | Jezdec                   | Tým                     | Čas        |
| ------ | ------------------------ | ----------------------- | ---------- |
| 1      | Jay McCarthy (AUS)       | Bora–Hansgrohe          | 4h 04' 00" |
| 2      | Elia Viviani (ITA)       | Quick-Step Floors       | + 0"       |
| 3      | Daryl Impey (RSA)        | Mitchelton–Scott        | + 0"       |
| 4      | Dries Devenyns (BEL)     | Quick-Step Floors       | + 0"       |
| 5      | Simon Gerrans (AUS)      | BMC Racing Team         | + 0"       |
| 6      | Nikias Arndt (GER)       | Team Sunweb             | + 0"       |
| 7      | Steele Von Hoff (AUS)    | Austrálie (národní tým) | + 0"       |
| 8      | Maurits Lammertink (NED) | Team Katusha–Alpecin    | + 0"       |
| 9      | Enrico Battaglin (ITA)   | LottoNL–Jumbo           | + 0"       |
| 10     | Lars Bak (DNK)           | Lotto–Soudal            | + 0"       |